# Зозуля, Марк Григорьевич
Марк Григорьевич Зозуля (1928—2014) — советский и российский художник.

## Биография
Родился 26 июля 1928 года в пос. Васильсурск Нижегородской губернии, куда его отец — известный художник Григорий Степанович Зозуля — привёз рожать жену из Москвы. У отца здесь был знакомый священник, который и окрестил младенца после рождения.
Первые успехи в художественном творчестве относятся к периоду пребывания вместе с отцом в эвакуации в Ташкенте во время Великой Отечественной войны. Занимался в художественном кружке для одарённых детей, созданном в Ташкенте Е. М. Фрадкиной. Вернувшись из эвакуации, М. Зозуля окончил в Москве ремесленное училище, работал вместе с его выпускниками на восстановлении разрушенных немцами объектов народного хозяйства в Белоруссии. И там он оставался верен своему увлечению рисованием — об этом свидетельствуют рисунки и наброски молодого художника на клочках военных и послевоенных газет.
В 1956 году успешно окончил МВХПУ (бывш. Строгановское училище), где учился у В. Е. Егорова, Н. Н. Соболева, Г. И. Мотовилова, П. В. Кузнецова, А. В. Куприна. Работал дизайнером в НИИ часовой промышленности, художником в Комбинате прикладного искусства МОХФ РСФСР, старшим художником в СХКБ. В 1965 году принят в Союз художников СССР. Художник стремился познать и освоить многие жанры изобразительного искусства. С наибольшей полнотой талант М. Г. Зозули раскрылся в медальерном искусстве. Также им созданы талантливые и самобытные графические, живописные и скульптурные произведения.
Работы художника находятся в собраниях:
- Музей зарубежного искусства в Риге;
- Музей Замка в г. Дундага (Латвия);
- Литературный музей г. Яссы (Румыния);
- Удмуртский республиканский музей изобразительных искусств;
- Частная коллекция Флеминга Гастона Брабо (Дания);
- В частных собраниях в России, Японии, Италии, Англии, Румынии, Франции, Словакии, Голландии, Чехии, Венгрии и др.

Скончался 6 апреля 2014 года в Москве, похоронен на Алексеевском кладбище.

## Участие в выставках
За более чем 50 лет творческой деятельности участвовал более чем в 100 московских, республиканских, всесоюзных и международных художественных выставках, в том числе:
- 1977 г. — персональная выставка медалей, живописи, графики в выставочном зале МОСХ на Беговой (г. Москва);
- 1988 г. — персональная выставка медальерных работ, скульптуры и графики в Центральном Доме художника на Крымском валу;
- 1990 и 2004 г.г. — персональные выставки медалей, скульптуры, графики и живописи в Центральном Доме скульптора (г. Москва);
- 1993—1994 г.г. — персональная выставка медальерных, графических и живописных работ в Литературном музее г. Яссы (Румыния);
- 1993 г. — выставка 4-х поколений Зозули в Центральном Доме скульптора (Москва).
- 1999 г. — всероссийская выставка «Пушкин и его время в памятниках нумизматики» в Государственном Эрмитаже.

Участвовал в 27 Конгрессе Международной Федерации медальерного искусства (FIDEM) в Веймаре (Германия) в 2000 г. Работы художника были представлены на выставках медалей, устраиваемых FIDEM в Париже в 2002 г., Сейксал (Португалия) в 2004 г., Колорадо-Спрингс (США) в 2007 г., а также на Международной бьеннале Данте проводимой в Равенне в 1988, 1990,1992 г.г. Награждён медалью Министерства культуры РСФСР за участие в 4-й Республиканской художественной выставке «Советская Россия», медалью «В память 850-летия Москвы».